# Опрокинутый лес
«Опрокинутый лес» (англ. «The Inverted Forest») — неизданное  художественное произведение Дж. Д. Сэлинджера в жанре повести, впервые опубликованное в декабрьском номере журнала Cosmopolitan за 1947 год. Рассказ был опубликован повторно в номере журнала Cosmopolitan «Бриллиантовый юбилей» в марте 1961 года.

## Сюжет
История начинается с дневниковой записи одиннадцатилетней Коринн фон Нордхоффен, наследницы крупной ортопедической компании. Молодая девушка сокрушается по поводу того, что, в то время как другие предлагали ей подарки на день рождения, настоящий подарок, который она хочет — это Рэймонд Форд. В ночь своего дня рождения она тщетно ждет, когда он появится. Ее водителю приказано ехать к дому Форда на другом конце города. Когда они прибывают по указанному адресу, все, что они видят — это закрытый ресторан, но понимают, что на самом деле Форд живет наверху, со своей матерью. Коринн коротко разговаривает с Фордом, когда он внезапно выходит из квартиры вместе со своей матерью. У него большой чемодан, и когда его спрашивают, куда он направляется, он отвечает: «Я не знаю... до свидания».
В семнадцать лет Коринн была симпатичной, но наивной студенткой колледжа Уэллсли. После окончания университета она отправляется в Европу, где знакомится со многими мужчинами. Один из таких знакомых мужчин погибает в автокатастрофе, и Коринн решает переехать в Нью-Йорк. Там она встречает старого друга по колледжу Роберта Уэйнера (который является рассказчиком истории), который предлагает ей устроиться редактором в журнал. После нескольких месяцев работы на него Уэйнер знакомит Коринн с творчеством одного поэта, в частности, с книгой стихов под названием «Трусливое утро» и «Кольридж, Блейк и Рильке в одном флаконе и многое другое». Коринн неоднократно перечитывает это и начинает ценить символизм: «Не пустошь, а огромный перевернутый лес со всей листвой под землей».
Коринн поражена стихотворением, звонит Уэйнеру и пытается получить больше информации о поэте. Его зовут Рэй Форд, дважды лауреат престижной стипендии и преподаватель Колумбийского университета (в том же колледже преподает литературный персонаж Сэлинджера — Сеймур Гласс). Коринн договаривается о встрече с Фордом. Он рассказывает ей, что в молодости работал на ипподроме, делая ставки. С ним подружилась женщина, которая пишет стихи на клочках бумаги. Форд запоминает их до тех пор, пока у него в голове не сложится томик стихов. В этот момент Форд пишет свои собственные стихи крупными печатными буквами. Форд объясняет, что поэзия рождалась у него медленно, отражая боль его жизни.
Коринн очарована Рэймондом Фордом и начинает с ним романтические отношения. Они регулярно встречаются в ресторане китайской кухни и разговаривают. В один из вечеров Коринн приглашает его на вечеринку, а он неохотно соглашается. Там Рэй ведет себя тихо, пока не начинает рассказывать о поэте, которым восхищается, и не производит впечатление на ученых на вечеринке, не демонстрируя своей гениальности.
Вскоре после того, как они с Фордом поженились, Коринн получает письмо по почте. Это от Мэри Крофт, которая заметила объявление о свадьбе в «Нью-Йорк Таймс» и хочет, чтобы Форд прочитал несколько ее стихов. Коринн приглашает Крофта к себе домой. Когда она приезжает, Форд отвергает ее работу и заявляет: «Поэт не изобретает свою поэзию — он находит ее». Отношения Форда и Коринн начинают давать трещину из-за преданности поэта своей работе и самоанализу. Форд покидает Коринн; позже, следуя указаниям мужчины, который оказывается бывшим мужем Крофт, Коринн обнаруживает, что Форд живет с Крофт. Среди прочего, муж Крофт рассказывает, что его жена старше, чем кажется (31-летняя женщина, а не 20-летняя студентка колледжа, как она утверждала), и нерадивая мать десятилетнего сына.
Форд живет с Крофт в большом городе Пенсильвании, в полуразрушенной квартире, лишенной всякой литературы. Он пьет хайболл, когда к нему приходит Коринн. Его чувства притуплены, а творческая деятельность загнана в тупик, Форд находится в плену "Мозга". Это, объясняет он Коринн, его мать: Бесчувственный и жестокий человек, который впервые ввел его в мир невежественных и тупых. Коринн умоляет его вернуться; вместо этого Форд, гений, который видит то, чего не могут другие, закрывает глаза на мир красоты, погружая свое восприятие в эфир и ставя себя в зависимость от женщины, которая перевоплощает его умершую мать.

## Публикация и приём
В то время Сэлинджер задумывался о послевоенной эпохе. В «Опрокинутом лесу» он находился на грани социальных и духовных влияний. Сценарист Кеннет Славенски пишет, что, живя в Нью-Йорке, Сэлинджер «обнаружил, что пытается жить в двух отдельных реальностях: "перевернутом" мире духовного творчества и социальном мире клубов Гринвич-Виллидж и игр в покер».
Cosmopolitan назвал произведение «новеллой» в своей рекламе перед публикацией и снабдил предисловие к произведению такими описаниями, как «увлекательное», «оригинальное», «необычная журнальная подача», и предупредил, что любая похвала истории была «диким преуменьшением». Джон Венке сообщает, что «Опрокинутый лес», вероятно, был бы среди рассказов, отобранных для публикации в 1952 году издательством Little, Brown and Company в сборнике короткометражных рассказов «Девять рассказов». Несмотря на усилия Cosmopolitan, «Перевернутый лес» не оправдал ожиданий.
Литературный критик А. Э. Хотчнер, редактор Cosmopolitan, сообщает, что читатели завалили редакцию письмами, выражающими разочарование и протест, утверждая, что их ввели в заблуждение относительно достоинств рассказа.
Сэлинджер решил не публиковать повесть в Соединенных Штатах в другом виде. К 2017 году выпуски Cosmopolitan за 1947 год с этой историей продавались в США примерно по 500 долларов каждый.

## Критика
Называя «новеллу Сэлинджера из 30 000 слов самым амбициозным проектом на сегодняшний день», Кеннет Славенски упрекает «Опрокинутый лес» за его «чрезмерную длину и бесцельность». В то  время как критик Джон Венке признает, что «Опрокинутый лес» — это «амбициозный, но неоформленный эксперимент», литературный критик Иэн Гамильтон характеризует рассказ как «бессвязный, самовлюбленный и расточающий свою сбивающую с толку энергию».
Рассказ 1946 года свидетельствует о послевоенной духовной эволюции Сэлинджера, в ходе которой он начал изучать формы буддизма и мистического католицизма. «Перевернутый лес» — первая попытка Сэлинджера просветить своих читателей о достоинствах мистической духовности.

## Тема
Название «Опрокинутый лес» происходит от «художественной и духовной» борьбы главного героя Рэймонда Форда — «загадочного поэта-пьяницы» — за то, чтобы избежать влияния матери-тирана и тайно развивать свои художественные таланты, «как перевернутый лес может расти под землей».
Во взрослом возрасте Форд реализует свои художественные устремления посредством неустойчивого равновесия между своим подземным или «перевернутым» существованием и жестокостями реального мира. В конечном счете Форд терпит поражение от своего прошлого. Кеннет Славенски пишет:
В третьем проявлении Форда он попадает в надземный мир, где разрушительные влияния его первой стадии подавляют его духовные способности противостоять им. В конце концов опрокинутый лес Форда вырывается с корнем.Slawenski, 2010 p. 155: See here for 3 “stages” in Ford’s life.
Славенски добавляет, что рассказ «содержит темы, которые будут доминировать в будущих произведениях Сэлинджера. Посредством рассказа автор утверждает свою убежденность в том, что искусство и духовность являются синонимами, и свою веру в то, что вдохновение связано с духовным откровением... поднимает вопросы относительно способности искусства пережить враждебность современного общества».

## Переводы
Несмотря на отсутствие оригинала повести на родине, неофициальные переводы на персидский язык к 2017 году были широко распространены в Иране. Цена каждой версии составляла 90 000 риалов (около 200 российских рублей). Иран не признает различные международные соглашения об авторском праве.
В России и на Украине в 1997 году издательством «Фолио-Транзит» был издан нелегальный сборник повестей писателя в двух томах, куда вошел и рассказ «Опрокинутый лес» в переводе Т. Бердиковой. В 2023 году сборник 1997 года продавался за 5000 рублей.